# 1978年加利福尼亞州6號提案
加利福尼亞州6號提案（英語：California Proposition 6） 是在1978年11月7日於加利福尼亞州投票表決的一項倡議，亦被稱為布里格斯倡議（英語：The Briggs Initiative）。提案發起人為加州州議會橙縣議員約翰·布里格斯，提出解僱所有同性戀和有可能支持同性戀權利的加州官立學校教師。這項提案在最初並不成功，但在阿妮塔·拜恩和她在邁阿密-戴德縣的組織救救孩子所帶領下，廢除當地同性戀人權法案的活動變得聲勢浩大。反對提案的核心人物是夏菲·米克，他同時亦獲得朗奴·列根的支持。

## 背景
辛格和佛羅里達柑橘委員會（Singer and Florida Citrus Commission）發言人阿妮塔·拜恩成功廢除在邁阿密-戴德縣的不能基於性取向而作出歧視的條例，這結果使她在美國獲得廣泛報導。這次成功使她更進一步希望將性取向從反歧視法規和規範的保護範圍中剔除。其後，奧克拉荷馬州和阿肯色州分別禁止同性戀者在官方學校任教。
隨著在邁阿密-戴德縣成功廢除相關條例後，布里格斯倡議的構想最終形成，提案表明如果任何一位教師被發現「擁護、推行、鼓勵或宣傳」同性戀運動，將會被解僱。這是美國歷史第一次嘗試通過公民投票來限制同性戀者的權利。

## 運動
格溫·克雷格（Gwen Craig）、比爾·克勞斯、公開的同性戀者三藩市監督委員會委員夏菲·米克、教師湯姆·阿米亞諾（其後擔任三藩市監督委員會主席）和漢克·威爾遜等反對提案的人士積極以「出來！出來！不管你在哪裡！（Come out! Come out! Wherever you are!）」的口號來動員群眾抵制提案。在反對6號提案運動中，同性戀穿梭於各城鎮，逐家逐戶宣揚提案所造成的害處。
同性戀者向家人、鄰居和同事表明自己的性取向，在他們的教堂和社區中心發言，寄信給他們當地報章的編輯，並以其他方式將同性戀者是無處不在的訊息透露給一般民眾。在9月初，民調顯示有61%的受訪者支持6號提案，31%的受訪者則反對提案。儘管提案得到主要組織和教會團體的支持，但反對6號提案的運動成功轉移部分民眾的立場。然而在9月下旬，民調顯示仍然有45%的受訪者支持提案，43%的受訪者反對，以及12%的受訪者尚未決定。
部分同性戀的共和黨人開始組織基層反對提案。其中最為突出的是在1977年成立於加利福尼亞州的木屋共和黨人，該組織作為共和黨人反對提案的集中點。其後，該組織開始游說共和黨官員反對提案。
前任州長（後來成為美國總統）朗奴·列根公開表示反對提案。他發表一份非正式的信件，表明反對提案，從而回答記者的疑問，並且在投票開始前一週在《洛杉磯先驅報》撰寫社論，再次強調反對提案。
朗奴·列根在這時刻的反對是深具意義的，因為他當時正準備競選總統，需要得到保守派和溫和派的支持，而他們對於同性戀教師卻甚為不安。他很清楚有誰希望他避開這個議題，但無論如何他選擇了表達自己的信念。1978年9月24日，他的非正式言論被刊登於《三藩市紀事報》。他在11月1日的社論中說道：「無論如何，同性戀並不是一種像麻疹一樣的傳染病。主流的科學觀點認為一個人的性感覺在幼年時已經確定，一個孩子的教師真的無法對此造成影響。」
值得注意的是，不同的政治人物，例如朗奴·列根、傑拉爾德·福特和時任美國總統吉米·卡特（在反對6號提案運動結束後）都反對6號提案。
儘管民意調查顯示，支持提案的受訪者曾經大幅領先於反對者，但最終被LGBT社區和保守派以壓倒性的反對票數所擊敗。

## 結果

加利福尼亞州6號提案表決結果

1978年11月7日，6號提案被否決。甚至在保守主義的堡壘，提倡者約翰·布里格斯所屬的橙縣也是反對提案多於支持。
| 選項         | 票數      | %      |
| ------------ | --------- | ------ |
| 反對         | 3,969,120 | 58.4   |
| 支持         | 2,823,293 | 41.6   |
| 有效票       | 6,792,413 | 95.3   |
| 無效或空白票 | 339,797   | 4.7    |
| 總票數       | 7,132,210 | 100.00 |

## 外部連結
- （英文）California Ballot Propositions Database from University of California Hastings College of the Law Library, a comprehensive, searchable source of information on California ballot propositions from 1911 to the present